# Aeródromo Huancara
El Aeródromo Huancara (OACI: SCVN) es un terminal aéreo ubicado junto a la ciudad de Vicuña, Provincia de Elqui, Región de Coquimbo, Chile. Es de propiedad privada.